# 郑文宽
郑文宽（？—？），荥阳郡开封县（今河南省开封市祥符区）人，出自荥阳郑氏北祖第三房，北魏散骑常侍、车骑将军、舍人郑俨之子，北魏、西魏官员。
郑文宽随魏孝武帝元修西入关中，娶广平王元怀的女儿平阳公主，平阳公主没有生儿子，她的姐夫宇文泰命令郑文宽的堂侄郑译过继给郑文宽。郑文宽后来有了两个儿子，郑译回到自己亲生父母那里。